# Приріт чорноспинний
Приріт чорноспинний (Batis ituriensis) — вид горобцеподібних птахів прирітникових (Platysteiridae).

## Поширення
Вид поширений на північному сході Демократичної Республіки Конго та на заході Уганди. Мешкає в низинному лісі на висоті між 900 і 1300 м над рівнем моря.